# بوركو فيسيلينوفيتش
بوركو فيسيلينوفيتش (هانغل: 보르코 베셀리노비치) هو لاعب كرة قدم كوري جنوبي في مركز الهجوم، ولد في 6 يناير 1986 في بريشتينا في صربيا. شارك مع منتخب صربيا تحت 17 سنة لكرة القدم ومنتخب صربيا تحت 19 سنة لكرة القدم ومنتخب صربيا تحت 21 سنة لكرة القدم. أما مع النوادي، فقد لعب مع إنتشون يونايتد وراد بيوغراد وسبارتاك سوبتيتسا ونادي أوبليتش ونادي بارتيزان ونادي بيرا مار ونادي داليان شيده.

## هوامش
1. 1 2 3  Only official الاتحاد الأوروبي لكرة القدم matches included

## وصلات خارجية
- بوركو فيسيلينوفيتش على موقع الاتحاد الأوربي (الإنجليزية)
- بوركو فيسيلينوفيتش على موقع دوري كوريا الجنوبية (الإنجليزية)
- بوركو فيسيلينوفيتش على موقع قاعدة بيانات كرة القدم.إي يو (الإنجليزية)
- بوركو فيسيلينوفيتش على موقع Soccerway.com (الإنجليزية)
- بوركو فيسيلينوفيتش على موقع عالم كرة القدم.نت (الإنجليزية)